# 240

## Události
- Sibinianovo povstání v Africe bylo rychle ukončeno
- Ardašír I., perský král, nechal srovnat se zemí město Hatra

## Narození
- ? – Svatý Erasmus, biskup a křesťanský mučedník († 303)

## Hlavy států
- Papež – Fabián (236–250)
- Římská říše – Gordianus III. (238–244)
- Perská říše – Ardašír I. (224/226–240/241) » Šápúr I.? (240/241–271/272)
- Kušánská říše – Kaniška II. (230–247)
- Japonsko (region Jamataikoku) – královna Himiko (175–248)

Indie:
- Guptovská říše – Maharádža Šrí Gupta (240–280)